# 艾格蒙特 (贝多芬)

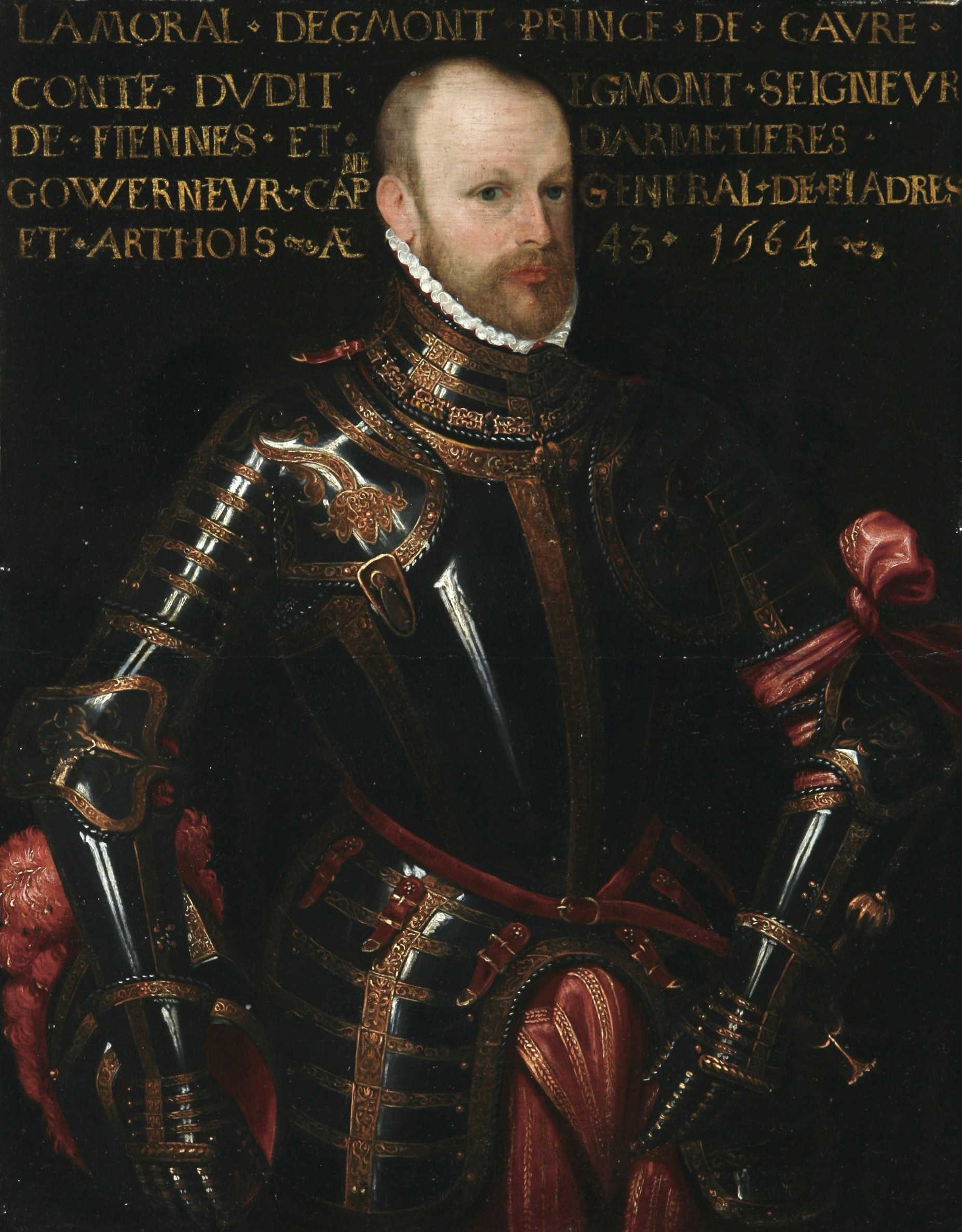
艾格蒙特伯爵

《艾格蒙特》（Egmont），作品84，是德国作曲家贝多芬为歌德所著的同名戏剧所作的序曲及配乐。作品由序曲和9个独立乐章组成，为女高音和交响乐团而作。 贝多芬在1809年10月到1810年6月间完成这部作品，此作在1810年6月15日首次公演。
这部作品的主题是历史和艾格蒙特伯爵的英雄主义。在音乐中，贝多芬表达他个人的政治理念，尤其是对一个因强烈反抗压迫而被处死的英雄的赞美。
作品中有力而感人的序曲是贝多芬“第二创作阶段”的最后一部作品之一，风格上与两年前完成的《第五交响乐》有相似之处。

## 结构
作品由以下部分组成，其中最著名的是序曲、歌曲“鼓声隆隆”和《克拉勒之死》：
1. 序曲：Sostenuto, ma non troppo - Allegro
2. 歌曲： “鼓声隆隆”
3. 幕间曲：行板
4. 幕间曲：甚緩板
5. 歌曲：“充满快乐，充满悲伤”
6. 幕间曲：Allegro - Marcia
7. 幕间曲：Poco sostenuto e risoluto
8. 克拉勒之死
9. 配乐朗诵
10. 胜利交响曲（Siegessymphonie）：光辉的快板